# Trabucco (arma)

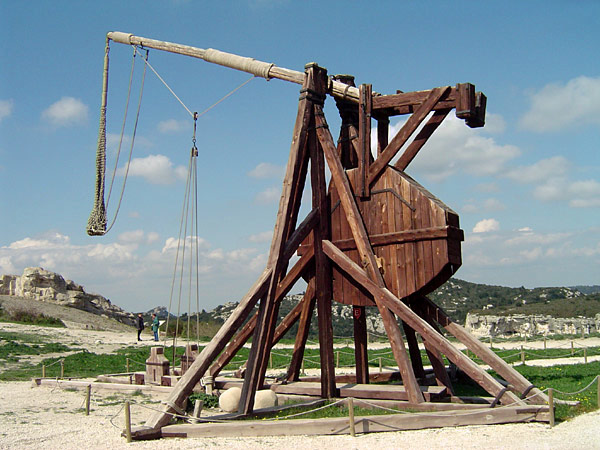
Trabucco a Château des Baux (Provenza, Francia).

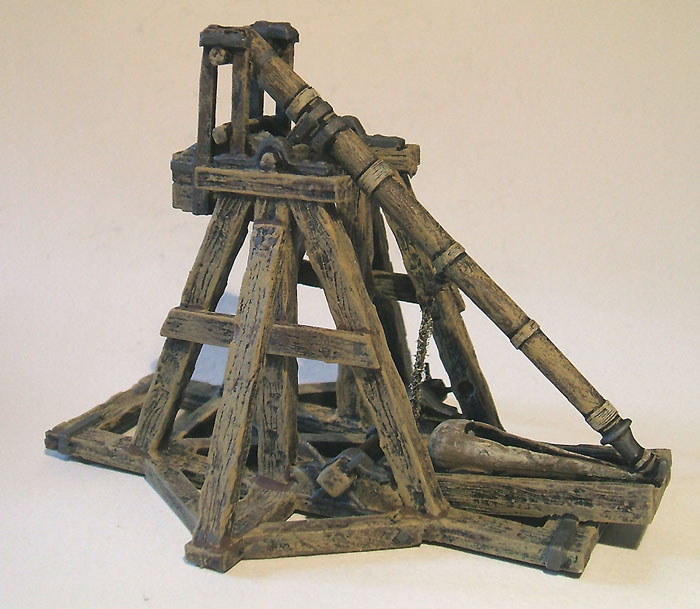
Modellino ricostruttivo in scala di piccolo trabucco

Il trabucco o trabocco è una macchina d'assedio di grandi dimensioni. Può essere considerato una sorta di catapulta, limitata però dalle sue elevate dimensioni e dalla posizione fissa. L'energia viene accumulata non in forma elastica ma gravitazionale, portando in alto una grande massa. Utilizza il principio della leva, ed è precisamente una  leva svantaggiosa di primo genere: vengono così lanciati proiettili di massa molto inferiore a quella del contrappeso, ma con velocità molto maggiore rispetto a quella di caduta di quest'ultimo. Utilizzato esclusivamente negli assedi, era la più grande arma a tiro indiretto a disposizione degli eserciti medioevali.

## Storia
Si pensa che il trabucco a contrappeso sia stato inventato in Europa nel XI-XII secolo. Durante le Crociate questa macchina da lancio fu adottata anche dagli islamici, i quali di norma prima si avvalevano invece dei mangani. In Oriente il trabucco a contrappeso fu a lungo sconosciuto, anche da parte degli stessi cinesi, che avevano invece il trabucco a trazione, in cui, al posto del contrappeso, erano montate delle funi, e il lancio era effettuato da parte dei soldati stessi, tirandole con forza verso il basso. Difatti nel lungo assedio di Xiangyang, dal 1267 al 1273, gli eserciti mongoli, che si avvalevano di ingegneri e addetti cinesi per la costruzione e l'utilizzo delle macchine d'assedio, non riuscendo ad abbattere le possenti mura della città convocarono da Abaqa, Ilkhan di Persia, gli esperti iracheni Isma'il e 'Ala al-Din, che costruirono appunto dei trabucchi, macchine mai viste allora in Oriente sia per gittata che per peso dei proiettili lanciati. Le mura furono abbattute e la città conquistata. Alcuni trabucchi, come quelli dei Veneziani, potevano lanciare palle di pietra pesanti anche 15 quintali.
L'invenzione del trabucco a trazione è invece ad opera dei cinesi nel IV-V secolo, e si ritiene che tale modello sia stato utilizzato dai bizantini fin dal 587.
Uno degli episodi più clamorosi fu l'assedio di Caffa, avamposto genovese nel Mar Nero, avvenuto nel 1345. Durante l'assedio, una terribile epidemia di peste bubbonica si scatenò tra i soldati mongoli assedianti. I soldati, prima di scappare, lanciarono i cadaveri dei loro appestati all'interno delle mura e da lì i genovesi diffusero il flagello in tutti i porti del Mediterraneo provocando la tremenda epidemia della peste nera che in pochi anni uccise da un terzo a metà dell'intera popolazione europea.
L'ultimo avvenimento storico in cui venga narrato l'utilizzo del trabucco risale al 1521, nell'ambito dell'assedio alla odierna Città del Messico, allora Tenochtitlán. Hernán Cortés, vista la mancanza di una sufficiente riserva di munizioni, fece costruire un trabucco. La costruzione dell'arma si rivelò però imperfetta, dato che il primo lancio ricadde in verticale sulla macchina, distruggendola.

## Principio costruttivo e di funzionamento

Schema di funzionamento del trabucco

Il trabucco è costituito da un enorme braccio di legno posto in posizione molto elevata, su una struttura di sostegno abbastanza grande e robusta da sostenere lo sforzo e la tensione a cui la macchina viene sottoposta durante il suo impiego. Il braccio, ottenuto con lo sfrondamento di un tronco d'albero diritto, è montato asimmetricamente su un perno orizzontale nel punto in cui incontra la struttura di sostegno (il fulcro), in maniera tale che il "braccio potenza" della leva, ovvero l'estremità più robusta e pesante si trovi a poca distanza dal perno, mentre la parte che termina con la cima dell'albero, cioè il "braccio resistenza" sia molto più lunga. All'estremità più breve veniva imperniato un cassone o un grande cesto, riempito di macigni o altro materiale abbastanza pesante da fungere da contrappeso per il proiettile da lanciare. Rispetto a quest'ultimo il contrappeso doveva essere più pesante in maniera più che proporzionale al rapporto tra la lunghezza del braccio lungo e quella del braccio corto che portava il contrappeso stesso. 
All'altra estremità del braccio è appeso un gancio a cui è fissata una specie di grossa frombola, all'interno della quale è posto il proiettile. Durante la fase di ricarica, l'estremità più sottile dell'asta viene abbassata con l'ausilio di argani e ancorata ad un gancio collegato ad una leva di rilascio. Al momento stabilito, viene azionata la leva di rilascio e l'effetto del contrappeso scaglia il proiettile.
Questa eccezionale macchina d'assedio poteva scagliare pesantissimi macigni fino alla considerevole distanza di 300 metri. Le munizioni utilizzate erano varie: si poteva far uso di pietre levigate o di semplici massi della massa di alcune centinaia di chilogrammi o munizioni incendiarie imbevute di olio. Per incrinare il morale degli assediati, si ricorreva alla macabra pratica del lancio delle teste di soldati morti. Venivano anche lanciate carcasse infette di animali allo scopo di creare epidemie, innescando scenari simili a quelli di una guerra batteriologica.
Pur essendo l'arma di "artiglieria" medioevale più potente dell'epoca presentava alcuni difetti come la scarsa precisione e la bassa cadenza del tiro, compensati però dall'enorme potenziale distruttivo che permetteva, nel giro di poche ore, di distruggere perfino una piccola fortezza.
Le dimensioni, la grande quantità di manodopera richiesta per l'utilizzo, la difficoltà d'impiego ed il costo limitarono relativamente la diffusione di quest'arma ossidionale. Solo grandi eserciti poterono mettere in campo negli assedi più impegnativi, 10, 20 e persino 35 trabucchi. Questo dato sarebbe confermato anche dal fatto che alle più grandi e potenti di queste macchine venisse dato un nome proprio (come successe, in seguito, ai grandi pezzi d'artiglieria della Grande Guerra).
Sebbene micidiali contro le mura, i trabucchi furono usati soprattutto per colpire le strutture all'interno delle fortificazioni che, come i granai, i pozzi e le cisterne, erano d'importanza strategica. Infatti la distruzione delle scorte spesso significava la resa immediata degli assediati.
L'utilizzo del trabucco alterò anche le strategie difensive; difatti si rafforzarono le mura e talvolta furono progettate grosse torri sulla cui cima venivano installati trabucchi aventi lo scopo di impedire agli assaltatori di raggiungere una distanza utile per il tiro.
È probabile che l'invenzione e lo sviluppo del trabucco possa avere svolto un ruolo importante nello sviluppo delle scienze fisiche medioevali, basti pensare alle opere di Giordano Nemorario (XIII secolo) riguardanti la gravità posizionale e il comportamento di una massa in sospensione.

## Galleria d'immagini

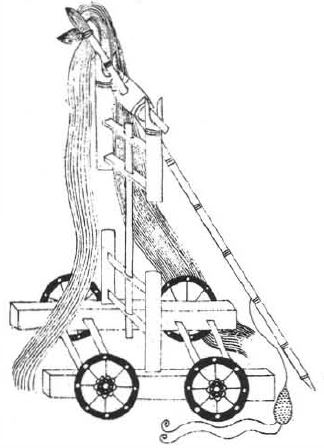
Disegno di un trabucco a trazione modello "a quattro piedi" tratto dal Wujing Zongyao.
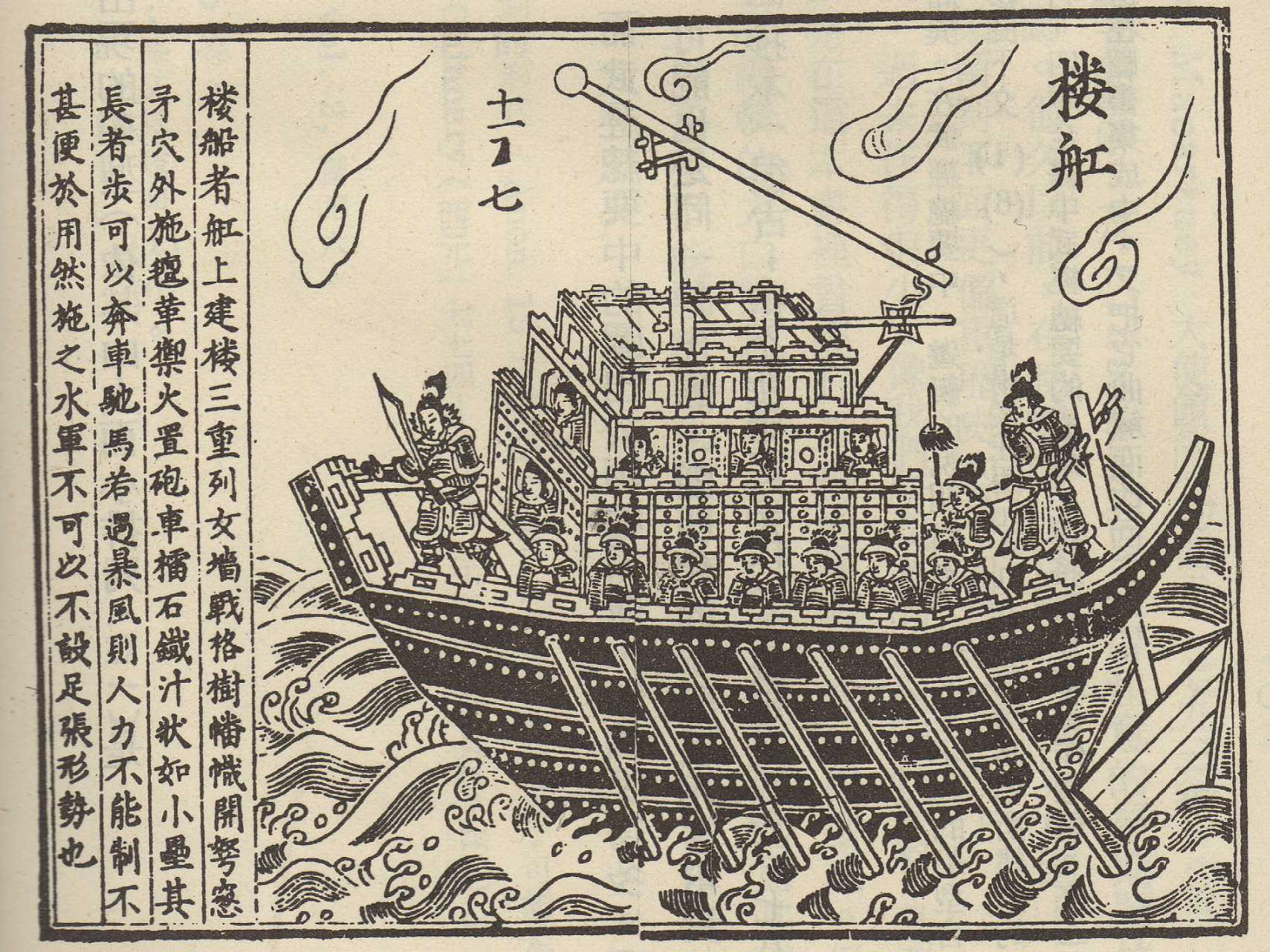
Disegno di un trabucco a trazione su nave da guerra della dinastia Song tratto dal Wujing Zongyao.
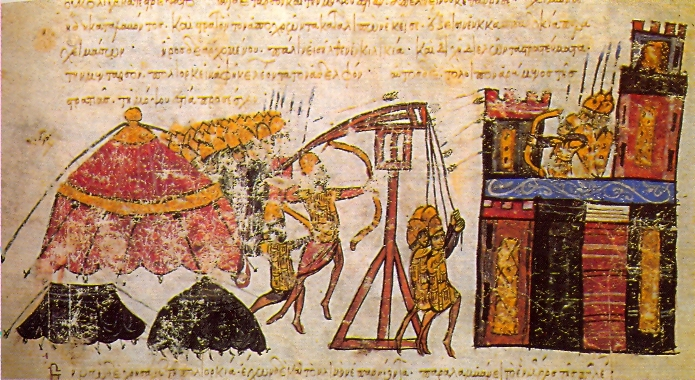
Raffigurazione bizantino siciliana del primo XII secolo di un trabocco a trazione.
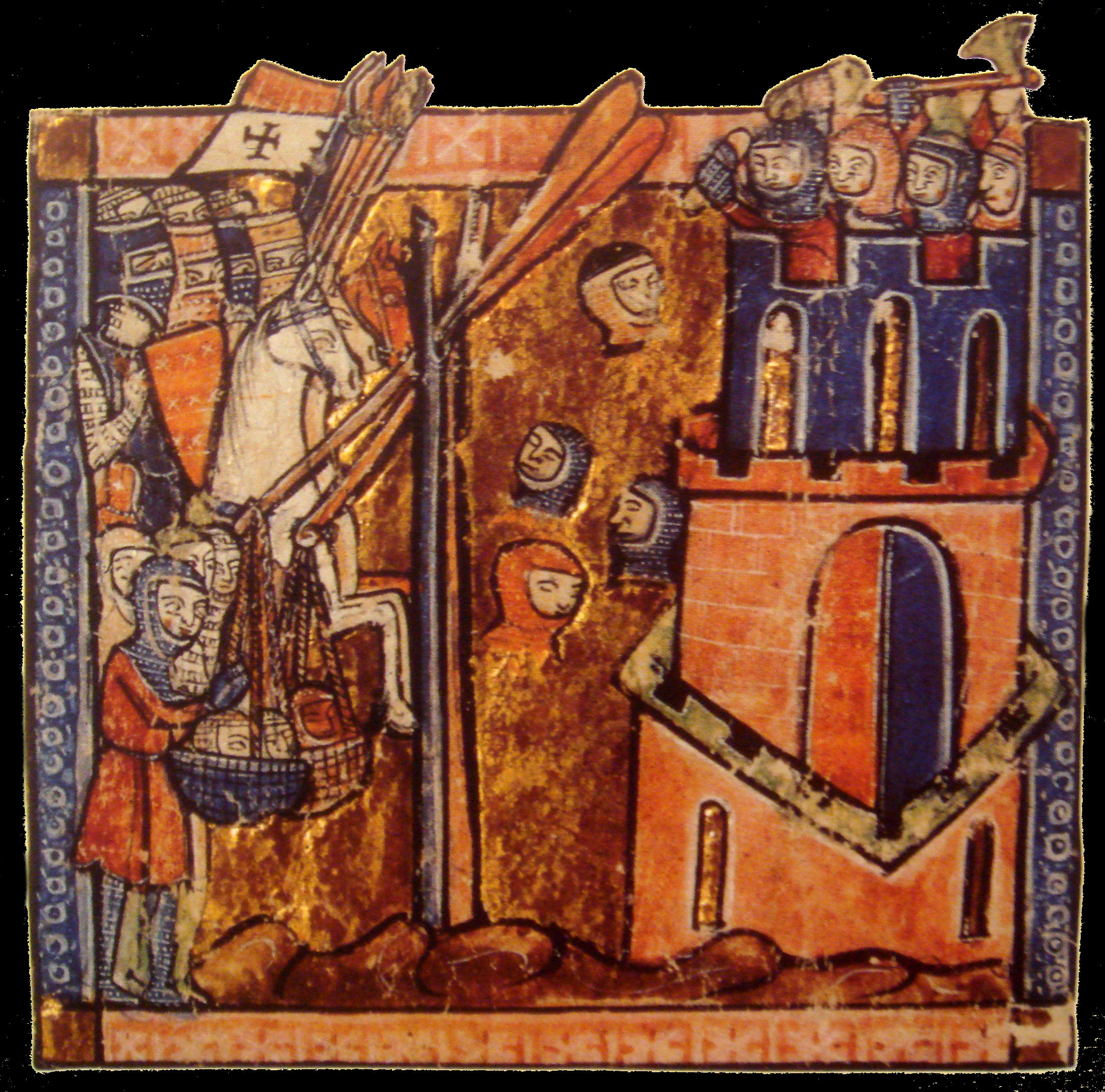
Raffigurazione del XIII secolo di Crociati che lanciano teste di arabi tramite trabocchi a contrappeso.
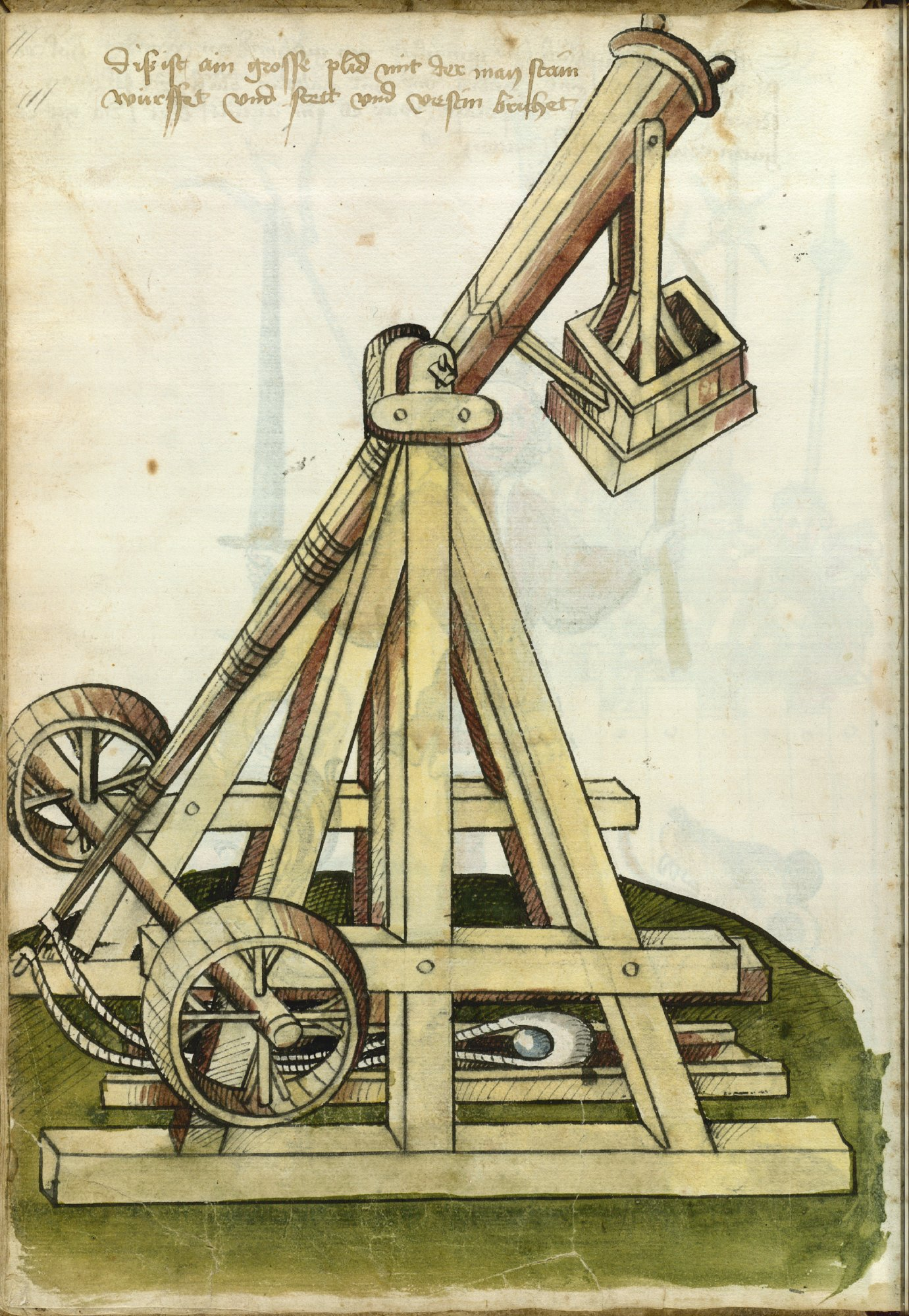
Disegno di un trabocco a contrappeso del XV secolo.
Raffigurazione del primo XVIII secolo di una nave da guerra cinese armata di tre trabocchi a contrappeso.
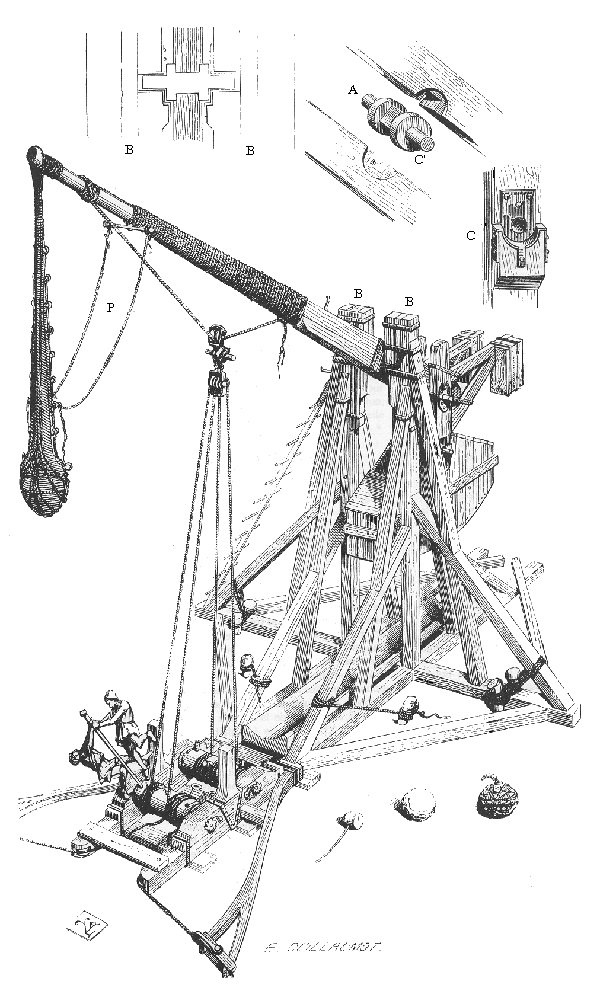
Disegno francese del XIX secolo di un trabocco a contrappeso medievale
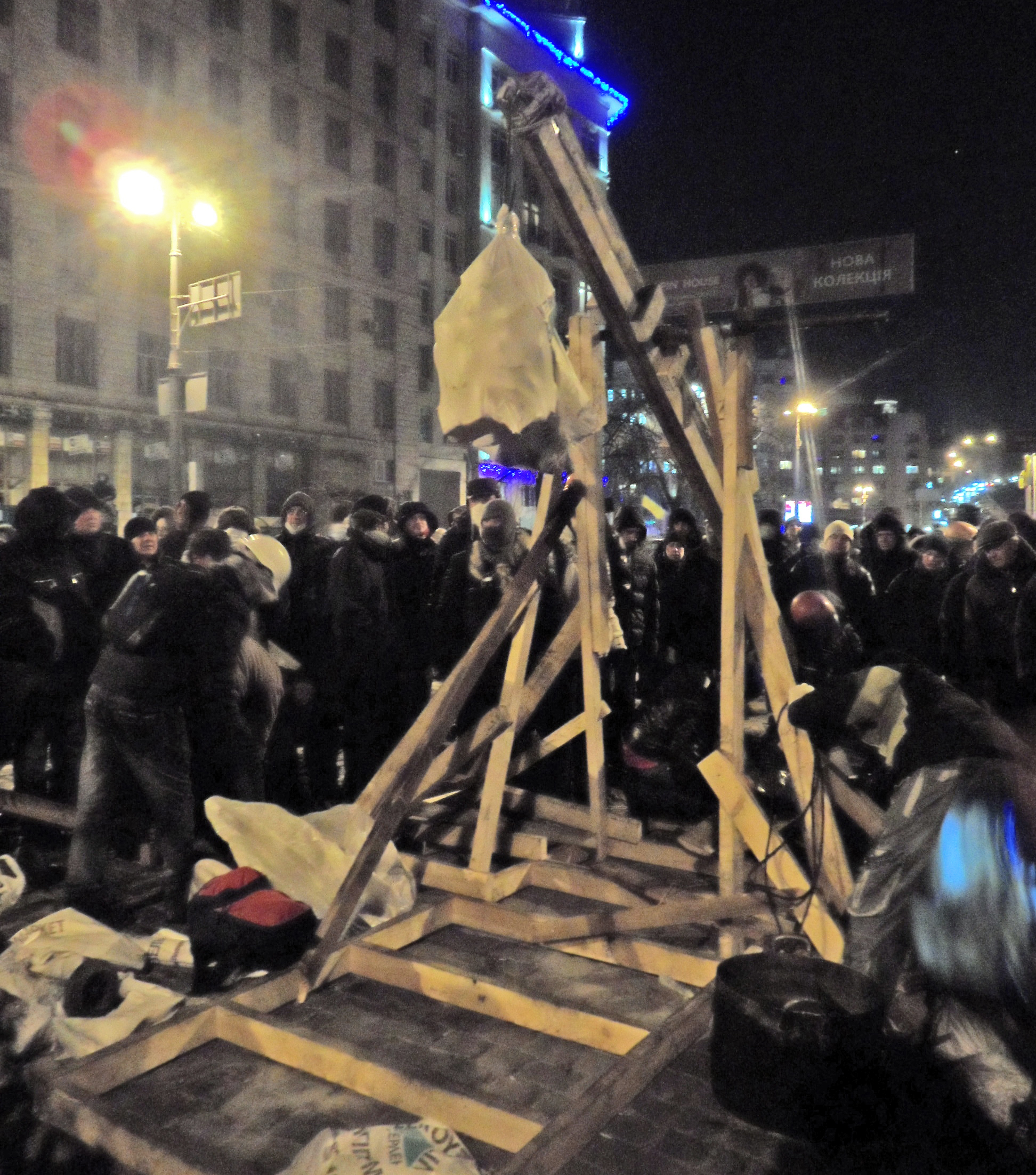
Trabocco eretto da scioperanti ucraini in Via Hruševs'kyj a Kiev, 2014.
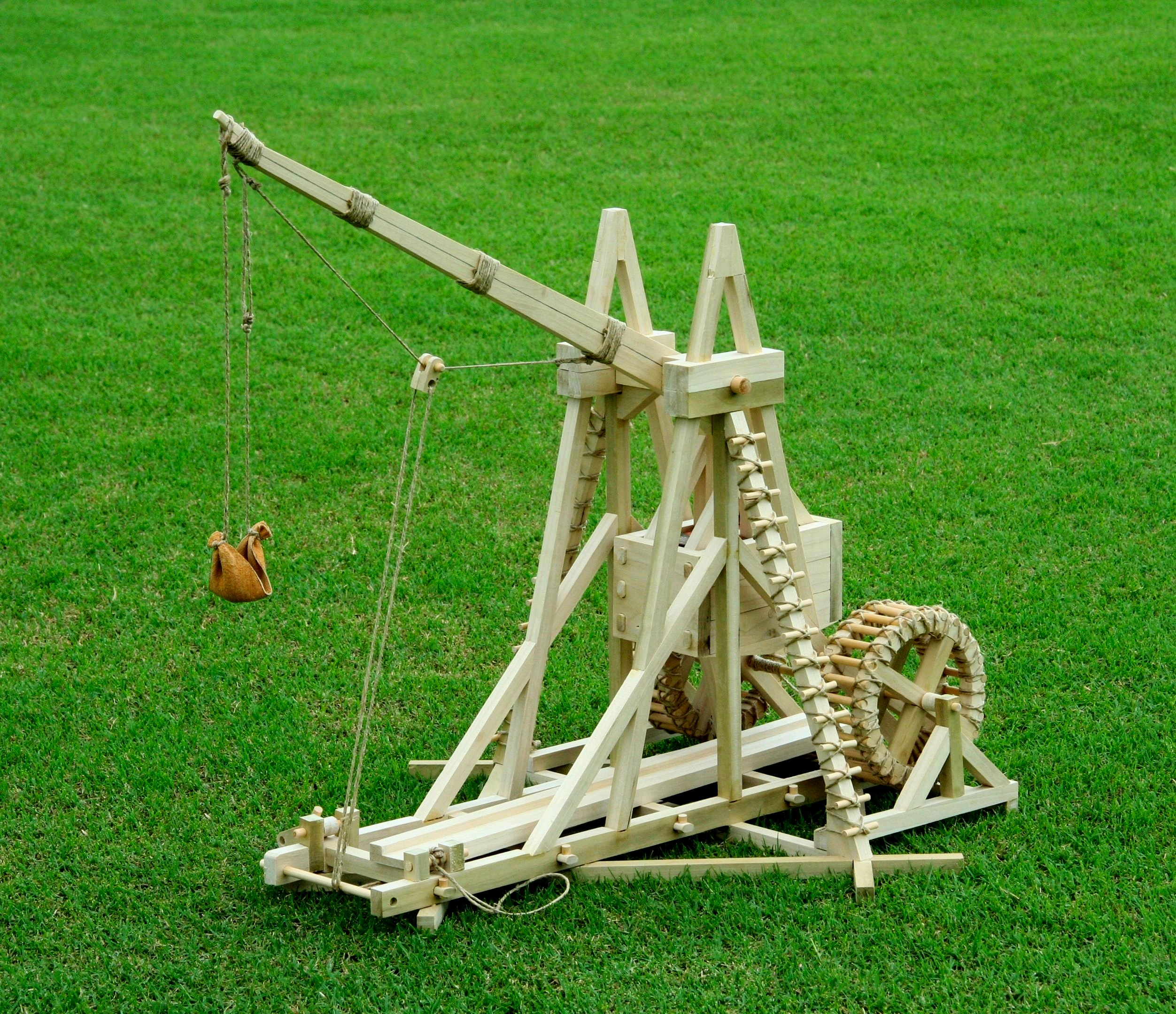
Trabocco costruito sul disegno del "Warwolf", il più grande trabocco mai costruito, usato nell'assedio del castello di Stirling del 1304.